# Thorleiv Røhn
Thorleiv Bugge Røhn (Christiania, 1881. július 23. – Meldal, 1963. szeptember 20.) norvég olimpiai bajnok tornász, katona.
Az 1906. évi nyári olimpiai játékokon indult tornában és összetett csapatversenyben aranyérmes lett.
Klubcsapata a Oslo Turnforening volt.
Harcolt az első világháborúban. A második világháború alatt a norvég fasiszta párt tagja volt és a háború után hazaárulás vádjában bűnösnek találták.